# Timandra paralias
Timandra paralias är en fjärilsart som beskrevs av Louis Beethoven Prout 1935. Timandra paralias ingår i släktet Timandra och familjen mätare. Inga underarter finns listade i Catalogue of Life.